# John Delaval (1er baron Delaval)
John Hussey Delaval, 1er baron Delaval (17 mars 1728 - 17 mai 1808), est un propriétaire terrien et homme politique anglais. 

## Jeunesse et éducation

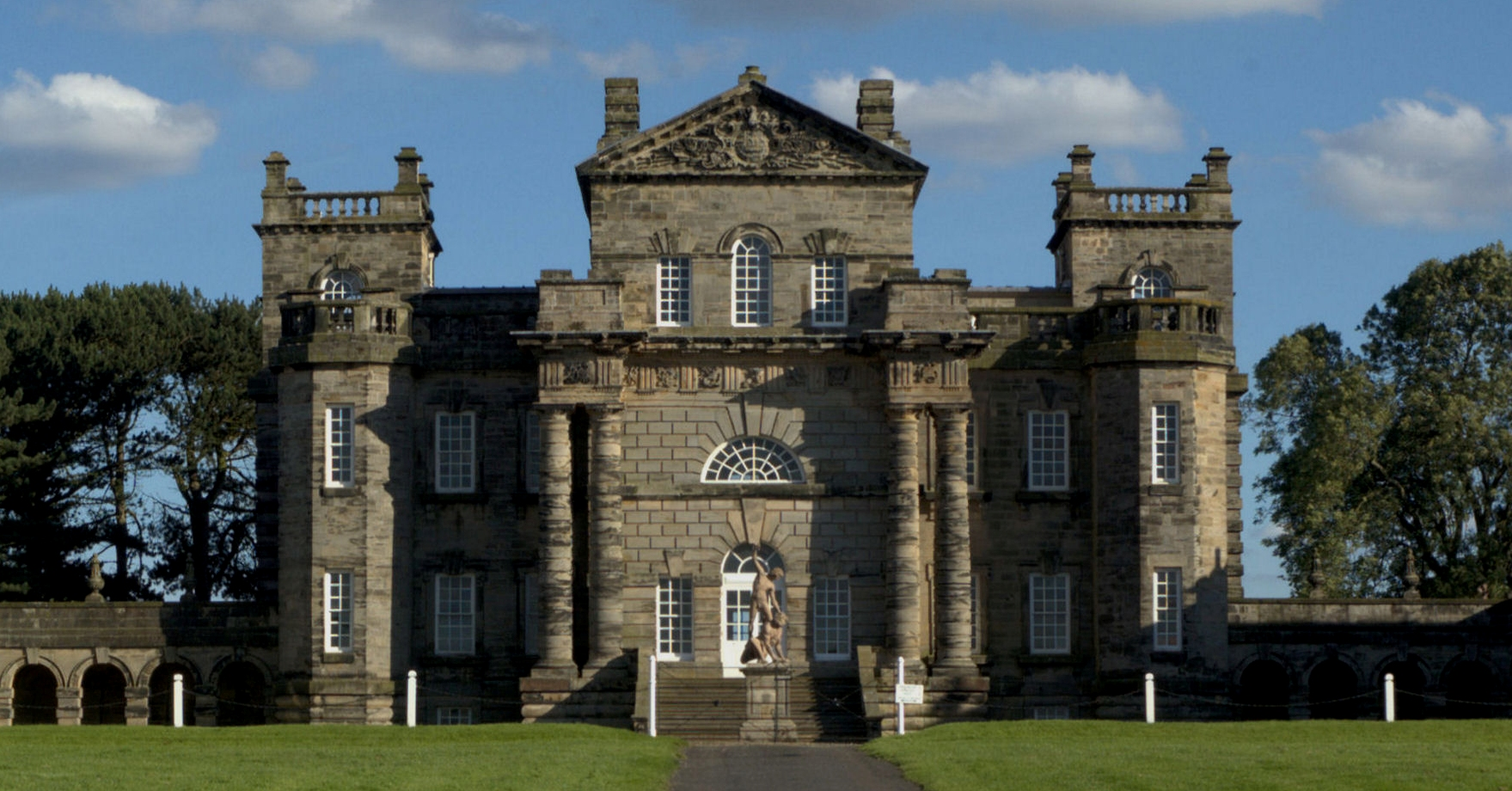
Seaton Delaval Hall

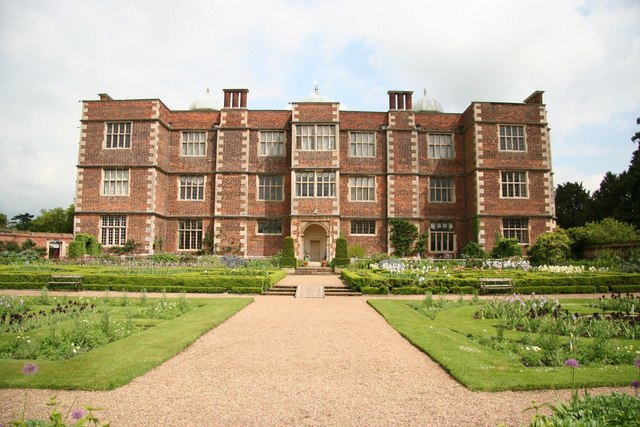
Doddington Hall, Lincolnshire

Il est le fils de Francis Blake Delaval (officier), qui hérite du Château de Ford, Northumberland de sa mère Mary Blake, et de Seaton Delaval, Northumberland de son oncle, l'amiral George Delaval (1660-1723). La mère de John est Rhoda Apreece, par qui John hérite de Doddington Hall, Lincolnshire. Il fait ses études à la Westminster School et au Pembroke College, Cambridge. Il achète les domaines de son père à son frère aîné, Francis Blake Delaval (homme politique) (1727–1771) en échange d'une rente, et développe les ressources agricoles de Ford et les ressources de charbon et de minéraux de Seaton. 
Sa sœur Rhoda Delaval est une artiste et épouse Edward Astley (4e baronnet). 

## Carrière politique
Delaval est député de Berwick sur Tweed 1754–1761, 1765–1774 et 1780–1786. Il est créé baronnet, de Seaton Delaval dans le comté de Northumberland en 1761, et en 1783, il est élevé à la Pairie d'Irlande en tant que baron Delaval, de Redford dans le comté de Wicklow. En 1786, il est fait baron Delaval, de Seaton Delaval dans le comté de Northumberland, dans la pairie de Grande-Bretagne. 

## Vie privée
Le siège de Delaval est Seaton Delaval Hall, un chef-d'œuvre du XVIIIe siècle de John Vanbrugh. Lord Delaval donne à l'artiste William Bell son patronage, en échange d'une série de portraits peints de lui et de sa famille, et de deux vues de Seaton Delaval Hall. 
Delaval se marie deux fois, mais son fils unique meurt avant lui à seulement 19 ans, et ses titres s'éteignent à sa mort en 1808. Il est enterré dans la chapelle St Paul, de l'Abbaye de Westminster. 
Il laisse à sa deuxième épouse Susannah Elizabeth un usufruit à vie dans le domaine Ford, après quoi il devait passer à sa petite-fille Susan, et lègue ses domaines de Seaton Delaval et Doddington à son frère Edward Delaval (1729-1814). À la mort d'Edward en 1814, Doddington passe à la femme d'Edward puis à sa fille Sarah. Seaton Delaval passe à Jacob Astley (5e baronnet), le fils de sa sœur décédée Rhoda, qui est mariée à Edward Astley de Melton Constable à Norfolk. 